# Bodcaw (Arkansas)
Bodcaw est une municipalité située dans l’État américain de l'Arkansas, dans le comté de Nevada.